# Adiantoideae
Adiantoideae zijn een onderfamilie van de lintvarenfamilie (Pteridaceae), een familie van varens met negen geslachten en ongeveer 300 soorten.
Deze onderfamilie is voor het eerst beschreven door Smith et al. (2006).
Er komen geen soorten van deze onderfamilie van nature in België of Nederland voor, meer het echt venushaar (Adiantum capillus-veneris) is wel verwilderd aangetroffen, onder andere in Antwerpen.

## Naamgeving en etymologie
De botanische naam Adiantoideae is overgenomen van het geslacht Adiantum.

## Taxonomie
De onderfamilie is voor het eerst beschreven door Smith et al. (2006). Volgens deze opvatting omvat de onderfamilie negen geslachten en ongeveer driehonderd soorten die eerder in de aparte families Adiantaceae en Vittariaceae waren opgenomen:
- Geslachten:
  - Adiantum  - Ananthacorus  - Anetium  - Antrophyum  - Hecistopteris  - Monogramma  - Rheopteris  - Vaginularia  - Vittaria

### Beschreven soorten
Van de Adiantoideae worden de volgende soorten in detail beschreven:
- Geslacht: Adiantum
  - Soorten:
    - Adiantum capillus-veneris (Echt venushaar)
    - Adiantum diaphanum (Smal venushaar)
    - Adiantum pedatum (Hoefijzervaren)
    - Adiantum raddianum (Fijn venushaar)
    - Adiantum reniforme
    - Adiantum viridimontanum